# Hermann Abs

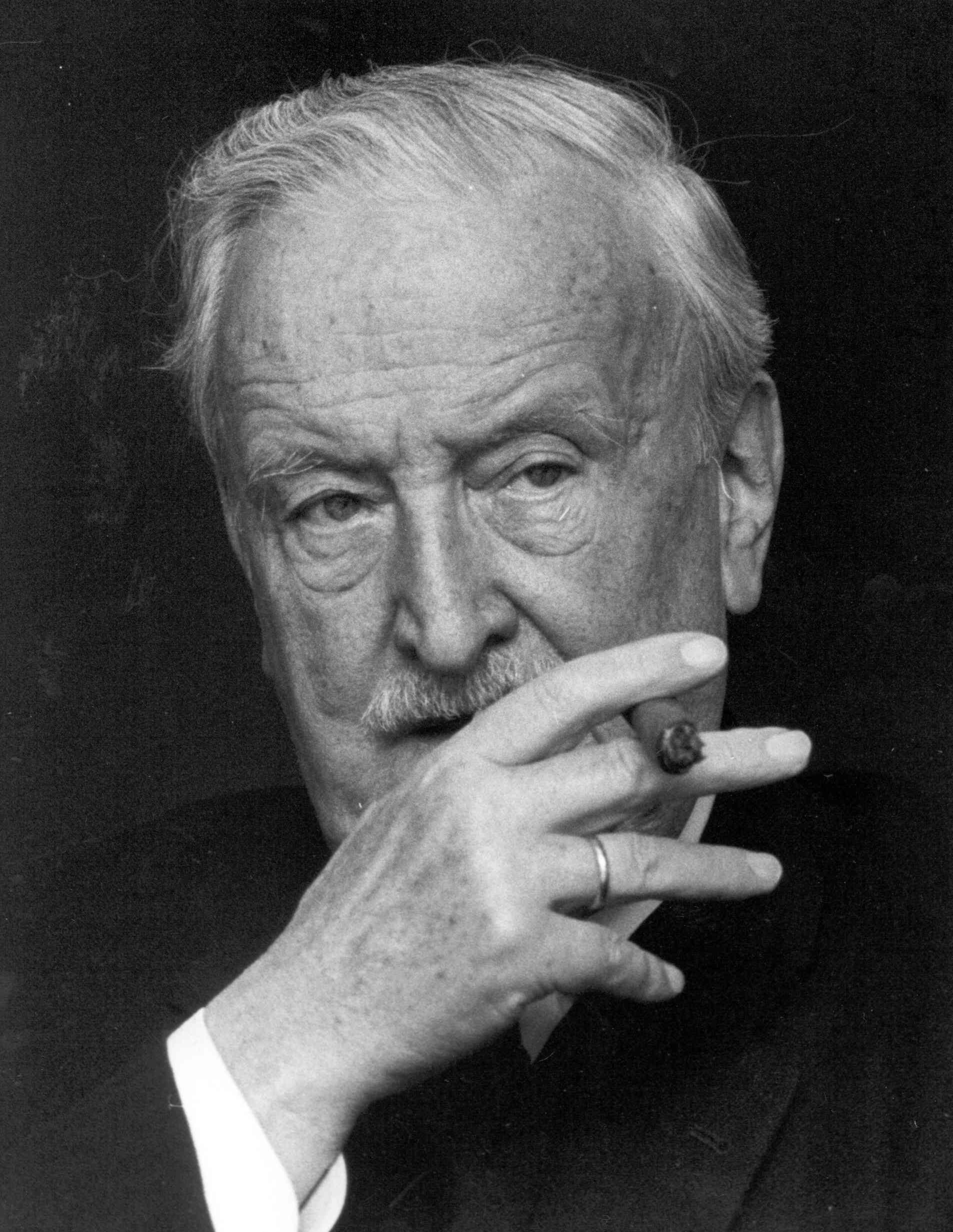
Hermann Abs

Hermann Josef Abs (1901 - 1994) a fost un bancher german, director al Deutsche Bank între 1957 - 1967. 